# Château d'Audrieu
Le château d'Audrieu est une demeure qui se dresse sur le territoire de la commune française d'Audrieu dans le département du Calvados, en région Normandie. Il abrite de nos jours un hôtel de grand caractère.
Le château est partiellement classé aux monuments historiques.

## Localisation
Le château est situé, à 400 m au sud de l'église Notre-Dame, sur la commune d'Audrieu, dans le département français du Calvados.

## Historique
La seigneurie d'Audrieu est à l'origine à la famille de Percy. Une tradition fait du sieur de Percy, premier seigneur d'Audrieu, le cuisinier personnel de Guillaume le Conquérant. C'est ce premier seigneur de Percy qui est à l'origine en Angleterre de la lignée des ducs de Northumberland.
À la suite du mariage de Marguerite de Percy avec Guillaume de Séran, gentilhomme ordinaire de la chambre du roi, en 1593 et qui obtint de Louis XIII en 1615 par lettres patentes, l'érection en baronnie de sa terre d'Audrieu, le château passe dans la famille de Séran. Le château passe ensuite au fils de Guillaume, Pierre-Léonor de Séran, puis à la descendance de Pierre-Edmond et au général de Séran.
En 1794, le château sera saisi sur Camille-Léonor de Séran qui avait rejoint l'armée de Condé, et qui fut rendu après la Révolution à son ancien propriétaire.
Il passe par mariage à la famille Saillard du Boisberthe, puis aux Livry-Level à la suite du mariage de Nicole Saillard de Boisberthe avec Philippe Livry-Level.

## Description
Le grand château actuel — corps de logis et dépendances en retour — fut reconstruit au début du XVIIIe siècle dans un style classique par la famille de Séran, en incorporant plusieurs éléments de la fin du Moyen Âge. Longtemps inhabité, il nous est parvenu pratiquement intact.
À l'étage du corps principal, les pièces de réception, qui occupent l'ensemble de la surface, sont desservies par deux escaliers latéraux. Dans le grand salon, les boiseries rocaille témoignent d'un style empreint d'une certaine rigueur.

## Protection aux monuments historiques
Les façades et toitures du château et des communs et la cour d'honneur font l’objet d’un classement au titre des monuments historiques par arrêté du 27 décembre 1967.